# Aldo Gucci
Aldo Gucci (Firenze, 26 maggio 1905 – Roma, 19 gennaio 1990) è stato un imprenditore e designer italiano con cittadinanza statunitense, dal 1953 al 1986 presidente di Gucci. Era il figlio maggiore di Guccio Gucci, che nel 1921 fondò l'azienda che porta il nome di famiglia.

## Biografia
Aldo Gucci nacque il 26 maggio 1905 a Firenze. Era il maggiore dei cinque figli di Aida Calvelli e Guccio Gucci. Aveva tre fratelli – Vasco, Rodolfo ed Enzo - e una sorella, Grimalda, nonché un fratello adottivo, Ugo, nato dalla precedente relazione di sua madre. Negli anni della sua formazione sviluppò un interesse per l'equitazione e la botanica. All'età di 16 anni iniziò a lavorare part-time nella prima bottega del padre a Firenze. Si laureò in economia al Collegio San Marco di Firenze.

### Status symbol
Dall'età di 20 anni, iniziò a lavorare a tempo pieno presso Gucci. Aprì il primo negozio fuori Firenze, a Roma nel 1938. Gucci divenne uno status symbol dall'oggi al domani quando la borsa di bambù apparve al braccio di Ingrid Bergman nel film Viaggio in Italia (1954) di Roberto Rossellini. L'insegna GG divenne subito una delle preferite dalle celebrità di Hollywood e dai reali europei.
Nel 1952 Aldo si recò a New York con i fratelli Rodolfo e Vasco; i tre vi aprirono il primo negozio fuori dall'Italia, solo due settimane prima della morte del padre. Aldo fu proclamato il primo ambasciatore italiano nella moda dal presidente John Fitzgerald Kennedy e gli venne conferita la laurea honoris causa dalla City University di New York in riconoscimento per la sua attività filantropica, con la definizione di "Michelangelo del merchandising".

### Lite in famiglia
Dopo la morte del fratello Vasco, sopraggiunta nel 1974, Rodolfo e Aldo si divisero l'attività in parti uguali. Tuttavia, i figli di Aldo sentivano che Rodolfo non aveva contribuito abbastanza alla crescita dell'attività. Nel tentativo di aumentare i profitti, Aldo creò una filiale di profumi e tenne l'80% della sua proprietà per sé e per i suoi tre figli. Questa rivalità alla fine sfociò in una guerra familiare.
Nel 1980 il figlio di Aldo, Paolo Gucci, tentò di avviare un'attività in proprio utilizzando il nome Gucci, ma Aldo non era d'accordo e fece causa a suo figlio, minacciando di tagliare qualsiasi fornitore Gucci che avesse firmato con Paolo. In cerca di vendetta, Paolo fece allontanare Aldo dalla società nel 1984 con l'aiuto del cugino Maurizio Gucci, divenuto da poco azionista di maggioranza. Inoltre, Paolo informò l'IRS dell'evasione fiscale di suo padre. Nel gennaio 1986 Aldo Gucci fu condannato a un anno e un giorno di carcere per evasione fiscale di 7 milioni di dollari a New York. Al momento della sentenza aveva 81 anni. Trascorse il periodo di detenzione al campo di prigionia federale alla base dell'aeronautica, in Florida.

### La cessione
Nel 1989, un anno prima della sua morte, Aldo vendette le sue azioni Gucci a Investcorp. Nello stesso anno, suo nipote Maurizio Gucci fu nominato presidente del gruppo Gucci dopo una battaglia legale di quasi sei anni per il controllo del marchio. Maurizio non aveva un background nel mondo degli affari, e l'azienda andò in gravi difficoltà economiche e creative. Nel 1993 Maurizio Gucci si dimise e vendette la sua quota residua a Investcorp, ponendo fine all'associazione della famiglia Gucci con l'azienda.

### Morte
Aldo Gucci morì nel gennaio 1990 a Roma, all'età di 84 anni, per un cancro alla prostata. Fu sepolto nel mausoleo di famiglia a Firenze.

## Vita privata
Aldo sposò Olwen Price nel 1927, insieme ebbero tre figli: Giorgio, Paolo e Roberto. Ha avuto una relazione con Bruna Palombo, che ha partorito Patricia nel 1963, fuori dal matrimonio. Gucci ha sposato Bruna nel 1981 in America, nonostante non abbia mai divorziato da Olwen in Italia. Aveva case a New York, Palm Beach, Roma, Firenze, Beverly Hills, Londra e Parigi.

## Nella cultura popolare
Nel film House of Gucci (2021) Aldo Gucci è interpretato dall'attore americano Al Pacino. Nell'aprile 2021, la nipote di Aldo Gucci, Patricia Gucci, figlia di Paolo Gucci, ha criticato l'apparizione nel film di Pacino nel ruolo di suo nonno: "Mio nonno era un uomo molto bello, come tutti i Gucci, e molto alto, occhi azzurri e molto elegante. È interpretato da Al Pacino, che non è già molto alto, e questa foto lo mostra grasso, basso, con basette, davvero brutto. Vergognoso, perché non gli assomiglia affatto".